# Haiti na Letnich Igrzyskach Olimpijskich 1928
Haiti na Letnich Igrzyskach Olimpijskich 1928 w Amsterdamie było reprezentowane przez 2 sportowców.

## Zdobyte medale
Sylvio Cator - skok w dal

## Skład kadry

### Lekkoatletyka
- André Théard

100 metrów - odpadł w ćwierćfinałach
200 metrów - odpadł w eliminacjach
- Sylvio Cator - skok w dal - 2. miejsce